# Senna hookeriana
Senna hookeriana là một loài thực vật có hoa trong họ Đậu. Loài này được Batka miêu tả khoa học đầu tiên.